# Thomas A. Watson
Pour les articles homonymes, voir Thomas Watson et Watson.
Thomas Augustus Watson (18 janvier 1854 à Salem (Massachusetts) aux États-Unis - 13 décembre 1934 à Pass-Grille Key (Floride) aux États-Unis) était l'assistant d'Alexandre Graham Bell lorsque ce dernier a inventé le téléphone.
Il est surtout connu en tant que destinataire du premier appel téléphonique, bien que cet appel ne vînt que de la pièce adjacente. Son nom est devenu le premier mot prononcé au téléphone : Mr. Watson – Come here – I want to see you (M. Watson - venez ici - je veux vous voir), a dit Alexandre Graham Bell lors de la première utilisation de son invention, selon des notes conservées aux Laboratoires Bell.
Il est aussi le fondateur du chantier naval Fore River de Quincy.

## Biographie
Watson était comptable et menuisier avant de trouver un emploi plus à son goût dans l'atelier d'usinage Charles Williams à Boston. Par la suite, il a été embauché par Alexander Graham Bell qui était alors professeur à l'Université de Boston.
Watson a démissionné de la Bell Telephone Company en 1881 à l'âge de 27 ans. Utilisant l'argent de ses redevances pour sa participation à l'invention du téléphone, Watson s'est d'abord consacré à l'agriculture.
Il a aussi été un acteur shakespearien reconnu pendant un certain temps et il a ensuite fondé son propre atelier d'usinage. En 1883, il a fondé le chantier naval Fore River de Quincy. La compagnie a rapidement entrepris la construction de destroyers et, en 1901, elle était l'un des plus grands chantiers navals en Amérique. Elle sera l'un des principaux chantiers navals pendant la Seconde Guerre mondiale, après avoir été achetée par la Bethlehem Steel Corporation en 1913.
Le 25 janvier 1915, Watson était au 333, avenue Grant, à San Francisco, pour recevoir le premier appel téléphonique transcontinental, placé par Alexandre Graham Bell à partir de l'immeuble téléphonique situé au 15, rue Dey, à New York. Le président Woodrow Wilson et les maires des deux villes ont également participé à l'appel.
Thomas Watson était marié à Elizabeth Watson. Après la mort de son époux en 1934, Elizabeth Watson a continué à vivre à Pass-a-Grille (en). Elle est décédée dans un hôpital local à St. Petersburg, en Floride, en 1949.
Watson a écrit une autobiographie,Exploring Life: The Autobiography of Thomas A. Watson (Explorer la vie : l'autobiographie de Thomas A. Watson) (New York, Appleton, 1926).
Tard dans sa vie, à l'âge de 77 ans, après avoir été impressionné par une rencontre avec le chef spirituel indien Meher Baba en Angleterre, Watson a contribué à faire venir Meher Baba aux États-Unis pour sa première visite dans ce pays en 1931. Lors de sa rencontre avec Baba, Watson aurait dit : « Dans mes soixante-dix-huit ans de vie, c'est aujourd'hui la première fois que j'ai expérimenté ce qu'est l'amour divin, et j'ai fait cette expérience à la suite d'un seul toucher de Meher Baba ». Plus tard cependant, Watson est devenu désenchanté de Baba.
Watson est décédé d'une maladie cardiaque le 13 décembre 1934 à Pass-Grille Key, en Floride. Il est enterré dans le cimetière de North Weymouth au Massachusetts. La tombe de sa famille se trouve sur un sommet d'où il a une vue sur le chantier naval qu'il a fondé. Il voulait qu'après sa mort, il ait une vue sur sa plus grande réalisation.